# قیفک پشنگ
قیفک پشنگ (نام علمی: Conus conspersus) نام یک گونه از سرده قیفک‌ها است.